# Joel Porter
Joel Porter (Adelaida, Australia, 25 de diciembre de 1978) es un exfutbolista y entrenador de fútbol de Australia que jugaba en la posición de delantero centro.

## Carrera

### Club
| Periodo   | Club                 | Apariciones | Goles |
| --------- | -------------------- | ----------- | ----- |
| 1995-1998 | Croydon Kings        | 58          | 28    |
| 1998-1999 | West Adelaide        | 20          | 3     |
| 1999-2000 | Croydon Kings        | 28          | 14    |
| 2000-2002 | Melbourne Knights FC | 56          | 24    |
| 2002-2003 | Sydney Olympic       | 32          | 8     |
| 2003-2009 | Hartlepool United FC | 173         | 52    |
| 2009-2012 | Gold Coast United FC | 43          | 7     |
| 2012-2014 | West Adelaide        | 12          | 1     |
| 2014      | Cumberland United    | 6           | 0     |
| 2014-2015 | Northern Demons      | 10          | 2     |
| 2018–2020 | Northern Demons      | 18          | 2     |

### Selección nacional
Jugó para Australia en cuatro ocasiones en la Copa de las Naciones de la OFC 2002 donde fue el goleador del torneo con seis goles.
| N.º | Fecha               | Sede                                         | Rival           | Marcador | Resultado | Torneo                              | Ref.  |
| --- | ------------------- | -------------------------------------------- | --------------- | -------- | --------- | ----------------------------------- | ----- |
| 1   | 8 de julio de 2002  | Mount Smart Stadium, Auckland, Nueva Zelanda | Nueva Caledonia | 10–0     | 11–0      | Copa de las Naciones de la OFC 2002 | [ 2 ] |
| 2   | 10 de julio de 2002 | Mount Smart Stadium, Auckland, Nueva Zelanda | Fiyi            | 2–0      | 8–0       | Copa de las Naciones de la OFC 2002 | [ 3 ] |
| 3   | 10 de julio de 2002 | Mount Smart Stadium, Auckland, Nueva Zelanda | Fiyi            | 3–0      | 8–0       | Copa de las Naciones de la OFC 2002 | [ 3 ] |
| 4   | 10 de julio de 2002 | Mount Smart Stadium, Auckland, Nueva Zelanda | Fiyi            | 5–0      | 8–0       | Copa de las Naciones de la OFC 2002 | [ 3 ] |
| 5   | 10 de julio de 2002 | Mount Smart Stadium, Auckland, Nueva Zelanda | Fiyi            | 7–0      | 8–0       | Copa de las Naciones de la OFC 2002 | [ 3 ] |
| 6   | 12 de julio de 2002 | Mount Smart Stadium, Auckland, Nueva Zelanda | Tahití          | 1–1      | 2–1       | Copa de las Naciones de la OFC 2002 | [ 4 ] |

### Entrenador
| Periodo   | Club                                 |
| --------- | ------------------------------------ |
| 2014      | West Adelaide (entrenador-jugador)   |
| 2015-2016 | Adelaide Raiders                     |
| 2017–2020 | Northern Demons (jugador-entrenador) |

## Logros
- Futbolista del año del Hartlepool United: 2004–05, 2008–09[7]
- Goleador de la Copa de las Naciones de la OFC 2002 (6 goles).